# 岳真也
岳 真也（がく しんや、1947年11月5日 - ）は、日本の作家。東京都生まれ。

## 経歴・人物
本名は井上裕。渋谷区立本町小学校、新宿区立四谷第二中学校、駒場東邦高等学校、慶應義塾大学経済学部卒業。慶應義塾大学大学院社会学研究科修士課程修了。1966年在学中に『三田文学』に「飛び魚」が掲載されデビュー。1970年7月、「胸壁（ヴァットレス）」が小学館主催の第1回小説セブン新人賞最終候補。作風は当初のヌーヴォー・ロマンから、私小説にかわる。文芸同人誌『蒼い共和国』を創刊。インド紀行、文章入門、エッセイなどを書く。のちに、同人誌『えん』『二十一世紀文学』『えん21』などを主宰。
2011年4月に歴史時代作家クラブが創設された際は、代表幹事となる。2012年5月にはそれまでの功績により、第1回歴史時代作家クラブ賞（実績功労賞）を授与された。
一方で永六輔に弟子入りし、テレビ・ラジオの構成台本、CMコピーのライティング、ラジオの深夜番組のパーソナリティ、テレビのトーク番組の司会、演劇活動などに従事。フジテレビ日曜朝の放談番組「真っ平ご免」に糸山英太郎、落合恵子とともに出演した。
1991年、湾岸戦争への自衛隊派遣に抗議し、柄谷行人、中上健次、津島佑子、田中康夫らとともに『湾岸戦争に反対する文学者声明』を発表した。50歳を過ぎてからは時代小説、歴史エッセイなどを多く執筆。西武文理大学客員教授を務めた。法政大学講師。2012年日本文藝家協会理事。
2021年『翔 wing spread』で第1回加賀乙彦推奨特別文学賞受賞。

## 著書
- 『ばっかやろう 生きて、旅して、考えて』仮面社 1970
- 『乱暴な幕明け 反骨人間探訪 対談集』ブロンズ社 1972
- 『根なし草の叫び声』潮出版社 1972
- 『マルチ考爵の青春学入門』ビジネス社 1973
- 『きみ空を翔け、ぼく地を這う』角川書店 1973
- 『マルチ考爵の海外放浪記』ビジネス社 1973
- 『愛のような日々』青娥書房 1974
- 『未完の青春』角川書店 1974
- 『ヨーロッパ青春文学の旅』日本放送出版協会(NHKブックスジュニア)1976 「ヨーロッパ青春文学紀行」広済堂文庫
- 『酒まくら舌の旅』文藝春秋 1981 のち広済堂文庫
- 『インド塾の交差点 コントン世界での発見』情報センター出版局 1984 のち広済堂文庫
- 『今の、インドと日本 モノを言う風速計』情報センター出版局 1984
- 『在日ニッポン人の冒険 いま、日本人らしい生き方って何だろう?』情報センター出版局 1986
- 『風間』彩流社 1987
- 『日本語はこう書く やさしい日本語表現マニュアル』バベル・プレス 1988 「18時間で学ぶ文章講座」PHP文庫
- 『水の旅立ち』文藝春秋 1989
- 『極楽トンボのハミング紀行 Travel essays '80』広済堂出版 1990
- 『にっぽん青春巡礼行』広済堂文庫 1990
- 『東京妖かし』河出書房新社 1990
- 『骨肉の舞い』河出書房新社 1991
- 『福沢諭吉』吟遊社(少年・少女伝記ノンフィクション)1991
- 『英日翻訳文章表現法 英文和訳から翻訳へ こなれた日本語表現の技法』バベル・プレス 1991
- 『日本へんきょう紀行』広済堂文庫 1991
- 『タクラマカン砂漠漂流記』東京新聞出版局 1993
- 『旅行記はこう書く』自由国民社 1994
- 『タビビトロジー 旅が教えてくれる生き方の知恵』 向井徹 ビジネス社 1995
- 『北越の竜河井継之助』角川書店 1995 のち学研M文庫
- 『われら団塊の世代』自由国民社 1996
- 『村上武吉 毛利を支えた水軍大将』PHP文庫 1997
- 『麒麟 橋本左内伝』角川書店 1997 のち学研M文庫
- 『吉良の言い分 真説・元禄忠臣蔵』KSS出版 1998 のち小学館文庫
- 『決戦鳥羽伏見 徳川慶喜の選択』廣済堂文庫 1998 「孤高の月将徳川慶喜」学研M文庫
- 『平成妖かし物語』KSS出版 1998
- 『逃げる家康天下を盗る』PHP研究所 1999 「家康」文庫　「徳川家康 逃げて、堪えて、天下を盗る」文庫
- 『梅嶺院富子の場合 吉良の言い分・外伝』KSS出版 1999
- 『言い分の日本史 アンチ・ヒーローたちの真相』東京書籍 2000 「日本史「悪役」たちの言い分」PHP文庫
- 『風の祭礼』作品社 2000
- 『小栗忠順』作品社 2001　「修羅を生き、非命に死す 小説小栗上野介忠順」集英社文庫
- 『追跡・日本史主役たちのその後 物語は終わっても、人間のドラマは終わらない』祥伝社(ノン・ブック) 2001
- 『道ゆき獣みち』実業之日本社 2001 「密事」講談社文庫
- 『土方歳三修羅となりて北へ』学習研究社 2002 「土方歳三」文庫
- 『近藤勇暗殺指令』廣済堂出版 2002 「色散華」講談社文庫
- 『吉良上野介を弁護する』文春新書 2002
- 『魅惑の車窓地を這う旅へ 私的比較文化海外紀行』心交社 2002
- 『京都祇園祭の殺人』祥伝社文庫 2003
- 『おぼろ谷心中』実業之日本社 2003 「溺れ花」講談社文庫
- 『沖田総司血よ、花と舞え』学習研究社 2003
- 『「新選組」ふれあいの旅 人や史跡との出逢いを求めて』PHP研究所 2003
- 『文久元年の万馬券 日本競馬事始め』祥伝社 2003 のち文庫
- 『福沢諭吉』全3巻 作品社 2004-2005
- 『史伝源義経』学研M文庫 2004
- 『剣侠 新選組武勇列伝』学習研究社 2004 「蒼き狼 新選組武勇列伝」学研M文庫
- 『山内一豊』学研M文庫 2005
- 『日本楽名山 50歳からの爽快山歩き』祥伝社新書 2005
- 『日本史「敗者」たちの言い分 負けた側にも正義あり』PHP文庫 2005
- 『日本史「補佐役」たちの言い分 ナンバー2こそ本当の主役』PHP文庫 2006
- 『日本史「わき役」たちの言い分 われらが歴史を盛り上げた!』PHP文庫 2006
- 『上手な旅行記の書き方 旅を書く読む本にする』心交社 2006
- 『悪女たちの残酷史』講談社+α新書 2007
- 『絶望しないための方法』PHP研究所 2007
- 『生涯野人 中江兆民とその時代』作品社 2007
- 『関ヶ原合戦「武将」たちの言い分 天下分け目の行動学』PHP文庫 2007
- 『緑回廊』作品社 2008
- 『戦国合戦「敗者」たちの言い分 何が明暗を分けたのか?』 2008 PHP文庫
- 『幕末維新「英傑」たちの言い分 坂本龍馬から相楽総三まで』 2009 PHP文庫
- 『綾 さわやか佐吉茶屋草紙』 2010 徳間文庫
- 『坂本龍馬最期の日』創美社 2010
- 『もうひとつの龍馬伝 お龍と十四人の女たち』産経新聞出版 2010
- 『小説帝都復興』PHP研究所 2011
- 『捕物犬金剛丸 深川門仲ものがたり』 2011 祥伝社文庫
- 『龍馬をめぐる「志」の人間学 幕末維新に学ぶリーダーの生き方』東京堂出版 2011
- 『小春びより 江戸のご隠居意見番』 2012 学研M文庫
- 『幕末外交官・岩瀬忠震』作品社、2012
- 『此処にいる空海』牧野出版 2015
- 『真田信幸 天下を飾る者』作品社 2015
- 『行基　菩薩とよばれた僧』KADOKAWA 2019
- 『光秀の言い分 明智光秀好きなので。』牧野出版 2019
- 『翔 wing spread』牧野出版 2020
- 『織田有楽斎 利休を超える戦国の茶人』大法輪閣, 2020.10

## シリーズ

### 湯屋守り源三郎捕物控　祥伝社文庫
- 『湯屋守り源三郎捕物控』2008
- 『千住はぐれ宿』2008
- 『深川おけら長屋』2008
- 『谷中おかめ茶屋 4』2009
- 『麻布むじな屋敷 5』2010
- 『本所ゆうれい橋 6』2010
- 『浅草こととい湯 7』 2011

### 押しかけ呑兵衛御用帖 双葉文庫
- 『藍染めしぐれ』2009
- 『浅草くれない座』2009
- 『浅き夢みし』2010

### 秘帖 托鉢剣 富士見新時代小説文庫
- 『虚無僧胡空 闇仕置き』2014
- 『しぐれ秋月抜荷始末』2014
- 『桜花爛漫仕舞い舟』2015

## 共編著
- 遊行 方法としての世界（編著）みき書房 1973
- かたちのない黒猫 岳真也・井上一恵詩画集 沖積舎 1976
- 大鼎談 W大学文芸科創作教室番外編 三田誠広、笹倉明 朝日ソノラマ 1998
- 笑ってナットク国語戯典 向井徹、深井照一 三省堂 1999 「爆笑!日本語教室」PHP文庫
- 「新選組」の事情通になる! マニアも知らないネタまで開陳 人物、事件史、ウワサ話まで徹底取材 PHP文庫 2003
- 団塊-再生世代の底力 三田誠広共著 心交社 2007

## 翻訳
- ガンジー 非暴力の兵士 カルヴィン・カイトル 潮出版社 1983
- 魅惑の世界旅行 A.M.ローゼンタール、アーサー・ゲルブ編著 心交社 1987-1988
- イスラエル建国物語 メイヤ・レヴィン 武者圭子共訳 ミルトス 1989
- 現代インド短篇小説集 彩流社 1992